# Zagernik
Zagernik je priimek več znanih Slovencev:
- Milan Zagernik, veteran vojne za Slovenijo
- Mojca Zagernik (*1981), jadralka